# Rodoviária de Lisboa
Die Rodoviária de Lisboa, SA (RL) ist ein portugiesisches Verkehrsunternehmen, das zahlreiche Buslinien im Raum Lissabon und den angrenzenden concelhos Loures, Odivelas und Vila Franca de Xira betreibt. RL gehört zum Verkehrskonzern Barraqueiro.
Die RL betrieb 2006 94 Buslinien mit 379 Bussen auf einem 1227 Kilometer langen Streckennetz und beförderte 78,5 Millionen Fahrgäste. Die Buslinien sind je nach Typ den Produktkategorien Suburbanas, Urbanas, Directos, Expresso do Infantado oder Nocturnas / fins-de-semana zugeordnet. Teilweise erhält die RL staatliche Zuschüsse, gemeinsam mit anderen Busunternehmen im Jahr 2007 4,935 Millionen Euro. Rodoviária de Lisboa beschäftigt 797 Angestellte.